# Gilbertiodendron breynii
Gilbertiodendron breynii là một loài thực vật có hoa trong họ Đậu. Loài này được Bamps miêu tả khoa học đầu tiên.